# 尾形亀之助
尾形 亀之助（おがた かめのすけ、1900年12月12日 - 1942年12月2日）は、日本の詩人。宮城県柴田郡大河原町出身。東北学院普通部中退。
近代に活躍した詩人で、「歴程」の創刊同人。大河原町の繁昌院に墓がある。
1920年石原純、原阿佐緒らの歌誌「玄土」に参加して短歌を発表。1921年(21歳)に結婚して上京、妻タケの叔父、木下秀一郎 のすすめで未来派美術協会第2回展(上野  青陽楼)に出品、〈競馬〉〈朝の色感〉は『中央美術』の批評に取り上げられる。1922年、会員となり同第三回展「三科インデペンデント展」〈コンダクター〉など7点。 同年、仙台の個展で発表したとされる〈化粧〉が、現存するただ1点。 1923年村山知義らとマヴォを結成、マヴォ第1回展(浅草  伝法院)に作品50点出品。
1924年、マヴォがアナーキーな芸術家の拠点になるに従い彼らから離れ、絵筆を捨て詩作に専念する。
1925年に第１詩集『色ガラスの街』刊行。『月曜』(創刊～6号)などいくつかの詩誌を主催。その『月曜』には宮沢賢治が童話『オツベルと象』『ざしき童子のはなし』『猫の事務所』を寄稿している。1928年大鹿卓らと「全詩人聯合」結成、同誌の編輯人となる。 5月タケと離婚、12月詩人の芳本優と同棲のち結婚。  1929年(29歳)第二詩集「雨になる朝」翌1930年私家版「障子のある家」刊行。  1932年仙台に帰郷。
素封家に生まれるも生涯にわたってほぼ定職を持たず実家からの仕送りで生活し、詩に没頭するという無頼の人生を送った。晩年は実家の没落により窮乏。貧困と病苦、妻との不和に悩まされ失意の日々を過ごした。1942年12月2日、手押しの寝台車で宮城県仙台市の尾形家の持家である空き家に運ばれた後、全身衰弱のため死去。戒名は自得院本源道喜居士。日頃から餓死自殺願望を口にしており、自殺であったという説もある。
辻まこと（辻潤の子）は北支の戦地でも限定70部の尾形の詩集を肌身離さず持ち歩き、日本に持ち帰ったという。

## 詩集
- 『色ガラスの街』
- 『雨になる朝』
- 『障子のある家』